# Магавіра

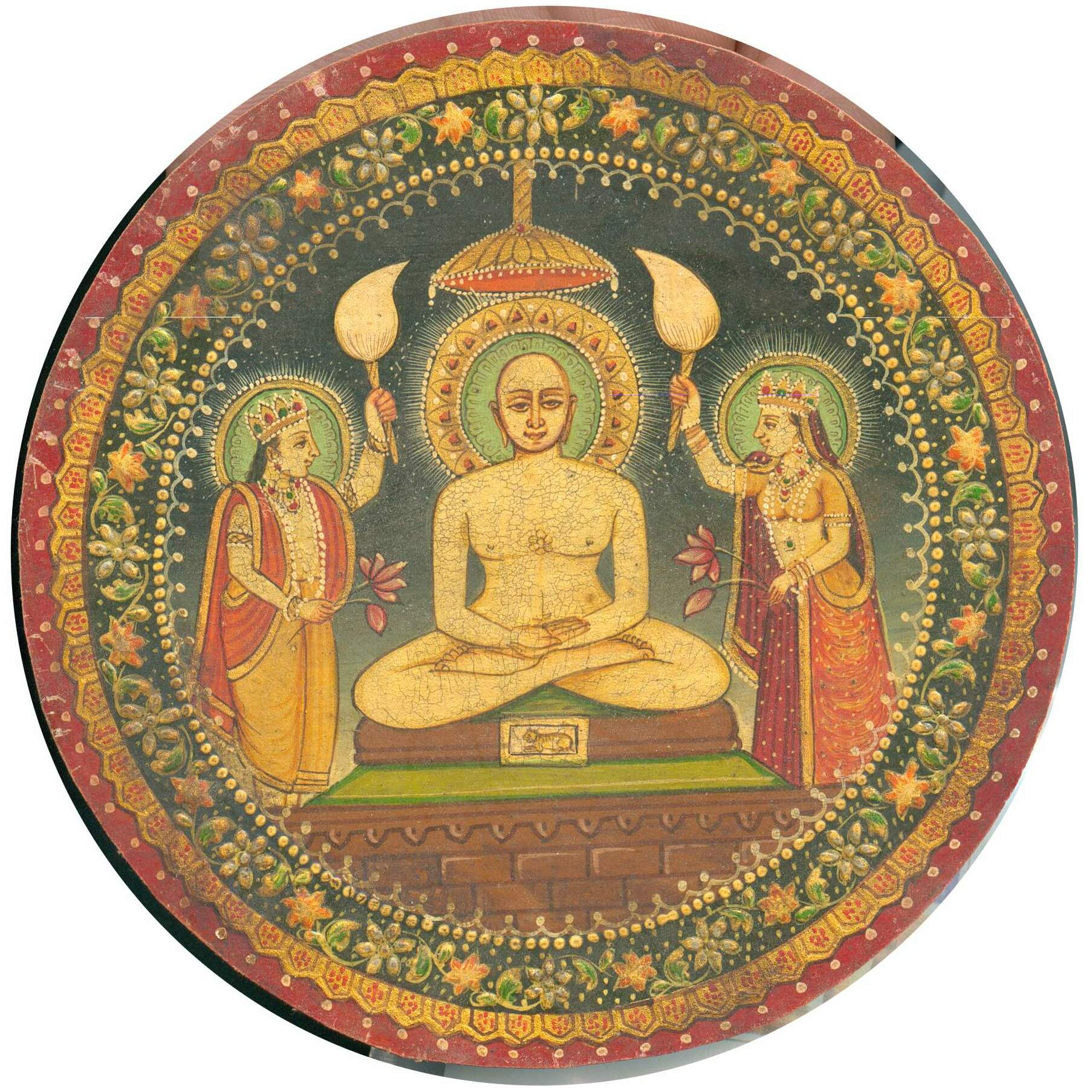
Магавіра

Магавіра (महावीर — великий герой, (599—527 до н.е.) — традиційне ім'я мудреця Вардгамани (санскр. वर्धमान), засновника вчення джайнізму. За уявленнями джайнів він був двадцять четвертим тіртханкаром поточного циклу народжень та смертей світу. Відомий також під іменами Віра, Вірапрабгу, Санматі, Атівіра, Ґнатпутра. В буддійських текстах згадується як Ніґантха Натапутта. На його честь тепер проводиться найбільший фестиваль джайнізму — Махавір-Джаянті.
Махавіра, також відомий як Вардхамана, був 24-им тиртханкаром джайнізму. Він був духовним спадкоємцем 23-го тиртханкара Паршваната. Традиція Джайна стверджує, що Махавіра народився на початку 6 століття до н. е. в королівській родині Джаїн Кшатрія в сучаснім Біхарі, Індія. У віці близько 30 років він покинув усі світові надбання і пішов з дому, переслідуючи духовне пробудження, ставши подвижником. Махавіра протягом 12 років практикував інтенсивну медитацію та суворі строгі строгість, після чого, як вважають, він здобув Кевала Джнану (всезнання). Він проповідував 30 років і, як вважають Джайни, досяг мокшу (порятунок) у 6 столітті до нашої ери, хоча рік залежить від секти.
Історично Махавіра, який проповідував джайнізм у стародавній Індії, був сучасником Будди Гаутами. Науковці по-різному датують його 6-м століттям до н. е., і місце його народження також є суперечкою серед них.
Махавіра вчив, що дотримання обітниць ахімси (ненасильство), сатія (істина), астея (не крадіжка), брахмачарія (цнотливість) та апаріграха (неприхильність) необхідні для духовного звільнення. Він навчав принципам Анекантадада (багатобічна реальність): сядвада і наявада. Вчення Махавіри було складено Індрабхуті Гаутамою (його головним учнем) як Джайн Агамас. Вважається, що тексти, передані усно монахами Джайном, значною мірою були втрачені приблизно в 1 столітті нашої ери (коли решта були вперше записані в традиції Светамбари). Вцілілі версії агами, які викладав Махавіра, є деякими основоположними текстами джайнізму Светамбари, але їх справжність заперечується в джайнізмі Дігамбари.
Махавіру зазвичай зображують у сидячій чи стоячій медитативній позі, із символом лева під ним. Його найдавніша іконографія походить з археологічних пам'яток у північноіндійському місті Матура і датується І століттям до н. е. до ІІ століття н. е. Його народження святкується як махавір Джанма Калянак, а його нірвана (порятунок) спостерігається Джайном як Дівалі.

## Життєпис
Історії з життя Махавіри впродовж століть передавалися з уст в уста, перш ніж були записані. Тому все, що відомо про нього є напівлегендами. Дати народження та смерті мудреця теж тільки традиційні. Народився він на тринадцятий день під молодим місяцем чаїтра, що відповідає 13 березня 599 р. до н. е. (без нул. року) за григоріанським календарем. Місцем його народження була Кшатріякунда в древньому царстві Лачуар, що тепер у індійському штаті Біхар, за іншою версією — народився у Вайшалі. Його батьками були цар Сіддартха та цариця Трішала. Ще в материному череві він приніс добробут та процвітання всьому царству. Уже після його зачаття в царстві відмічався розквіт всього прекрасного, наприклад, буйне цвітіння чудових квітів. Цариця Трішала мала 14 знаменних віщих снів перед пологами, що свідчило про народження великої душі.
За джайністською легендою Індра викупав новонароджене немовля в небесному молоці, почесть гідна майбутнього тіртханкара. День народження Вардгамана святкується як махавір-джаянті — найважливіше свято для джайнів у всьому світі.
У дитинстві син царя Сіддартхи жив як принц, хоча навіть у юному віці проявляв праведний характер, займаючись медитацією та глибокими роздумами. Поступово він зацікавився основними віруваннями джайнізму і став віддалятися від світських справ.
У тридцять років Махавіра відмовився від царства та родини, роздав своє майно і впродовж 12 років жив аскетом, проводячи більшість часу в медитації. Він шанував життя кожної істоти, людей, тварин і рослин. На кінець періоду 12-річної аскези він досяг стану безмежної гармонії, знання і самоконтролю.
Решту життя Махавіра присвятив проповідуванню вічної правди про духовну свободу, мандруючи босим та голим усією Індією. Його слухали люди всіх станів. Кількість його прихильників досягла 400 тисяч. У віці 72 роки і 4 з половиною місяці він досягнув стану нірвани в місцевості, відомій як Павапурі. Це сталося в останній день індійського та джайнського календаря — діпавалі.
День народження засновника релігії джайнізму Магавіри (Mahavir Jayanti), 24-го й останнього тіртханкара (санск. «ведучий через океан», тобто пророк, який веде за собою по життю) — головне свято джайнів . Відзначається молитвами, постом, позбавленим пишноти паломництвом до святинь джайнів — стародавніх храмів у Гірнарі і Палітані (штат Гуджарат) і в інших місцях, а також відносно скромним частуванням. Дігамбари (одягнені світлом) — послідовники однієї з сект — вважають, що Махавіра народився 615 року до н. е. , шветамбари (одягнені в біле) — послідовники іншої секти — що 599 року до н. е. поблизу міста Вайшали. Його батько походив з кшатріїв (раджа), а мати — з впливової родини, що належала до племені лічхавів . У 30-річному віці, роздавши своє майно, Махавіра став мандрівним аскетом і присвятив 12 років повній аскезі. На 43-му році життя Махавіра досяг абсолютного знання і став Джині (переможцем), тобто тим хто звільнився від будь-якої психофізичної залежності. Це сталося під деревом сал, який став для джайнів священним. Протягом 30 років Махавіра вів пропаганду свого вчення в різних пригангських державах і знайшов безліч учнів і послідовників. Він покинув світ у віці 72 років, заморивши себе голодом.

## Філософія
Філософія Махавіри скаладається з восьми головних принципів: трьох метафізичних і п'яти етичних. Головна мета вчення Махавіри — покращення життя людини. Метафізичні принципи суть анекантавада (плюралізм), сьядвада (відносність) і карма. П'ять моральних принципів, панчаврат — ахімса (ненасилля), сатья (правда), астейя (незлодійство), брахмачар'я (стриманість) та апаріґраха (ненакопичення).
Махавіра вчив, що споконвіку кожна жива душа пов'язана з кармічними атомами, які накопичуються внаслідок добрих чи поганих діянь. У стані кармічного самообману індивід прагне до тимчасової, ілюзорної насолоди та матеріальних благ, в яких корениться причина егоїстичних гнівних думок, діянь, злості, ненависті, жадоби та інших вад. У результаті таких думок та діянь карма тільки зростає.
Шлях до звільнення Махавіра бачив у необхідності правильної віри (сам'як-даршана), правильного знання (сам'як-ґ'яна) та правильної поведінки (сам'як-чарітра). Правильна поведінка полягає в дотриманні п'яти обітниць (панчаврат), обов'язкових для джайнів-ченців і рекомендованих для джайнів-мирян.
Дотримання моральних приписів неможливе без прийняття філософських принципів відсутності абсолютизму (анекантвади) та відносності (сьядвади).
Махавіра проповідував духовну рівність чоловіків та жінок, однакові можливості досягнення звільнення (мокші) для обох статей. Він також відкидав поділ людей на касти. Усіх послідовників та учнів він розділяв на чотири категорії: садху (ченці), садхві (черниці), шравак (миряни) та шравіка (мирянки). Цей порядок відомий як чатурвідх джайн санґх.
Проповіді Махавіри спочатку передавалися з уст в уста як Аґам-сутри. Багато Аґам-сутр було втрачено з віками, а до інших було внесено зміни. Через тисячу років Аґам-сутри були записані на пальмових листках. Джайни-светамбари визнають ці записи як вчення самого Магавіри, діґамбари теж шанують їх як послання.
Шлях до звільнення, переконує Махавіра, — це слідування «трьом коштовностям»: Перша — «досконалий світогляд», тобто вміння бачити світ таким, яким він представлений у вченні Махавіри; Друга — «досконале знання»: осягнення істинної сутності душі і навколишнього світу, подолання невідання, яке є основною причиною «земних пристрастей і бажань»; Третя — «досконала поведінка», тобто життя за встановленими Махавірою правилами. Вони зводяться до виконання "п'яти великих обітниць (панчамахаврата): ахімса (неспричинення шкоди живим істотам) ; сатья (праведність) ; астея (неприсвоєння чужого); брахмачар'я (дотримання цнотливості) ; апаріграха (утримання від марнотливих прихильностей, тобто відмова від власності, розваг, задоволень).